# Phái đoàn Việt Nam Cộng hòa tại Cộng đồng Kinh tế châu Âu
Phái đoàn Việt Nam Cộng hòa tại Cộng đồng Kinh tế châu Âu (tiếng Anh: Mission of the Republic of Vietnam to the European Economic Community), thường gọi là Phái đoàn Nam Việt Nam tại Cộng đồng Kinh tế châu Âu hoặc Phái đoàn Nam Việt Nam tại Cộng đồng châu Âu, là cơ quan đại diện ngoại giao tại Cộng đồng Kinh tế châu Âu do Bộ Ngoại giao Việt Nam Cộng hòa thành lập ở thủ đô Brussels của Bỉ vào năm 1974. Sau biến cố 30 tháng 4 năm 1975, phái đoàn này chính thức ngừng hoạt động vào ngày 1 tháng 5 cùng năm.

## Lịch sử
Dưới thời Đệ Nhị Cộng hòa, Phái đoàn Việt Nam Cộng hòa tại Cộng đồng Kinh tế châu Âu được Bộ Ngoại giao thành lập vào đầu năm 1974 cho đến khi ngừng hoạt động vào ngày 1 tháng 5 năm 1975.

## Danh sách Đại sứ

### Trưởng Phái đoàn (1974 – 1975)
Năm 1974, Chính phủ Việt Nam Cộng hòa thiết lập quan hệ ngoại giao với Cộng đồng Kinh tế châu Âu và bắt đầu bổ nhiệm Đại sứ tại Bỉ kiêm chức Trưởng Phái đoàn tại Cộng đồng Kinh tế châu Âu.
| Tên gọi        | Bổ nhiệm         | Nhậm chức        | Trình Quốc thư      | Trình Quốc thư      | Từ chức            | Cấp bậc | Chức vụ          | Ghi chú                                    | Ghi chú |
| Tên gọi        | Bổ nhiệm         | Nhậm chức        | Chủ tịch Hội đồng   | Chủ tịch Ủy ban     | Từ chức            | Cấp bậc | Chức vụ          | Ghi chú                                    | Ghi chú |
| -------------- | ---------------- | ---------------- | ------------------- | ------------------- | ------------------ | ------- | ---------------- | ------------------------------------------ | ------- |
| Nguyễn Phú Đức | Tháng 3 năm 1974 | Tháng 7 năm 1974 | 23 tháng 7 năm 1974 | 23 tháng 7 năm 1974 | 1 tháng 5 năm 1975 | Đại sứ  | Trưởng Phái đoàn | Kiêm chức Đại sứ Việt Nam Cộng hòa tại Bỉ. |         |